# Gruppo Sportivo M.A.T.E.R. 1937-1938
Questa voce raccoglie le informazioni riguardanti la Gruppo Sportivo Motori Alimentatori Trasformatori Elettrici nelle competizioni ufficiali della stagione 1937-1938.

## Rosa
| N. |                   | Ruolo | Calciatore          |
| -- | ----------------- | ----- | ------------------- |
|    | Italia (bandiera) |       | Ettore Brenci       |
|    | Italia (bandiera) |       | Luigi Capanna       |
|    | Italia (bandiera) | C     | Nazzareno Celestini |
|    | Italia (bandiera) |       | Desio Fanelli       |
|    | Italia (bandiera) | A     | Dandolo Flumini     |
|    | Italia (bandiera) |       | Gino Galli          |
|    | Italia (bandiera) | C     | Aldo Giannini       |
|    | Italia (bandiera) | C     | Giulio Liberati     |
|    | Italia (bandiera) |       | Renato Lombardozzi  |

| N. |                   | Ruolo | Calciatore          |
| -- | ----------------- | ----- | ------------------- |
|    | Italia (bandiera) | A     | Fernando Longobardi |
|    | Italia (bandiera) | D     | Lido Loveri         |
|    | Italia (bandiera) |       | Giuseppe Monzio     |
|    | Italia (bandiera) |       | Fernando Napoli     |
|    | Italia (bandiera) | A     | Armando Preti       |
|    | Italia (bandiera) |       | Aurelio Rossi       |
|    | Italia (bandiera) |       | Enzo Stoppa         |
|    | Italia (bandiera) | C     | Giacomo Valentini   |